# Тарнауштепа
Тарнауштепа (узб. Tarnaushtepa) — археологический памятник VI—Х вв.  
Входит в список «Объектов материального культурного наследия Узбекистана республиканского значения». 

## Расположение
Находится на правом берегу Чирчика, к востоку от трассы Ташкент—Алмалык, в 3 км от археологического памятника Таукаттепа. 

## Характеристика
Городище представляет собой поселение с цитаделью. Высота цитадели около 6 метров. В настоящее время территория поселения находится под пашней. Собраны археологические находки, датированные X—XI вв. Раскопки не производились. 

## История открытия и изучения
В 1929 году отмечено A. A. Потаповым, в 1968—1969 годах исследования проводились Ташкентским археологическим отрядом.